# Nossa Senhora de Fátima (Manaus)
Nossa Senhora de Fátima é uma comunidade na Zona Norte da cidade de Manaus.  Está localizada no bairro Cidade Nova e é formado por duas etapas, o Nossa Senhora de Fátima 1 e o Nossa Senhora de Fátima 2, respectivamente. A primeira etapa é formada pelas ruas Jordão até a rua Nova Canaã. A segunda etapa é formada pelas ruas Egito até a Samaria. No bairro, os nomes das ruas foram dados pelos próprios moradores e não pela prefeitura. Todas as ruas possuem nomes bíblicos.

## Dados da comunidade
- População: 18.641 moradores.